# Аліреза Мохмадіпіані
Аліреза Мохмадіпіані (перс. علیرضا مهمدی; нар. 30 жовтня 2002) — іранський борець греко-римського стилю, срібний призер чемпіонату світу, бронзовий призер чемпіонату Азії, срібний призер Олімпійських ігор.

## Життєпис
У 2022 році став чемпіоном Азії та світу у віковій групі до 20 років. У віковій групі до 23 років на чемпіонаті світу посів 13 місце. Наступного року дебютував на дорослих чемпіонатах. На чемпіонаті Азії став бронзовим призером, а на чемпіонаті світу здобув срібну медаль.
У 2024 році на Олімпіаді в Парижі без проблем дістався півфіналу, здобувши перемоги над колумбійцем Карлосом Муньйосом (9:0) та поляком Аркадіушем Кулиничем (10:1). У сутичці за вихід до фіналу зустрівся з чинним на той момент олімпійським чемпіоном Жаном Беленюком з України. У рівному поєдинку, що закінчився з рахунком 3:3, здобув перемогу завдяки останній активній дії. У фіналі боровся з колишнім українцем Семеном Новіковим, що представляв Болгарію, і поступився з рахунком 0:7, задовільнившись срібною олімпійською нагородою.

## Спортивні результати на міжнародних змаганнях

### Виступи на Олімпіадах
| Змагання                    | Збірна | Вагова категорія                 | Місце  |
| --------------------------- | ------ | -------------------------------- | ------ |
| Літні Олімпійські ігри 2024 | Іран   | греко-римська боротьба, до 87 кг | Срібло |

### Виступи на Чемпіонатах світу
| Змагання                        | Збірна | Вагова категорія                 | Місце  |
| ------------------------------- | ------ | -------------------------------- | ------ |
| Чемпіонат світу з боротьби 2023 | Іран   | греко-римська боротьба, до 82 кг | Срібло |

### Виступи на Чемпіонатах Азії
| Змагання                       | Збірна | Вагова категорія                 | Місце  |
| ------------------------------ | ------ | -------------------------------- | ------ |
| Чемпіонат Азії з боротьби 2023 | Іран   | греко-римська боротьба, до 82 кг | Бронза |

### Виступи на інших змаганнях
| Змагання                                                     | Збірна | Вагова категорія                 | Місце  |
| ------------------------------------------------------------ | ------ | -------------------------------- | ------ |
| Турнір Дана Колова — Николи Петрова 2022                     | Іран   | греко-римська боротьба, до 82 кг | Бронза |
| Відкритий чемпіонат Загреба з боротьби 2023                  | Іран   | греко-римська боротьба, до 82 кг | Золото |
| Турнір К. У. Кожомкула і Р. Санатбаєва 2023                  | Іран   | греко-римська боротьба, до 82 кг | Золото |
| Відкритий чемпіонат Загреба з боротьби 2024                  | Іран   | греко-римська боротьба, до 87 кг | Срібло |
| Олімпійський кваліфікаційний турнір з боротьби 2024 (Бішкек) | Іран   | греко-римська боротьба, до 87 кг | Золото |

### Виступи на змаганнях молодших вікових груп
| Змагання                                      | Збірна | Вагова категорія                 | Місце  |
| --------------------------------------------- | ------ | -------------------------------- | ------ |
| Чемпіонат Азії з боротьби 2022 (до 20 років   | Іран   | греко-римська боротьба, до 82 кг | Золото |
| Чемпіонат світу з боротьби 2022 (до 20 років) | Іран   | греко-римська боротьба, до 82 кг | Золото |
| Чемпіонат світу з боротьби 2022 (до 23 років  | Іран   | греко-римська боротьба, до 82 кг | 13     |